# Taupeng

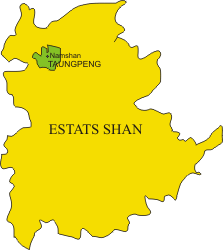
Mapa de situació de l'estat shan de Taungpeng

Taungpeng és un dels 34 estats shan de l'estat Shan de Myanmar. És a l'oest de Hsenwi del nord. És un estat de població majoritària Palaung i del que la dinastia governant fou també Palaung. La capital és Namhsan, a la part nord-central de l'estat a la vall de Hsipaw, que fou fundada el 1865 pel príncep Aung Ta. Vers el nord-est, en direcció a Lashio, hi ha la ciutat de Namtu que dona nom al riu Namtu, que creua aquest principat i d'altres. Té una població d'uns cent cinquanta mil habitants, la majoria Palaung amb alguns Shan i altres minories

## Història
Fou fundat pels Palaung el 1753. Regit per una dinastia palaung que es va sotmetre als britànics el 1887, el príncep va lluitar contra els japonesos el 1942-1945 i va perdre un fill (Sao Hkun U) durant la guerra. El darrer príncep que va governar va abdicar el 1959 i després fou una de la Repúbliques de la unió d'Estats Shan que constituïren l'Estat Shan, amb vocació d'independència, però part de Myanmar.

### Sawpaws de Taungpeng
- Ta Dwe Ba 1753 - 1759
- Ba Hkun Mya 1760 - 1764
- Ba Hkun Saing 1764 - 1775
- Ba Dwe Taw 1775 - 1781
- Ba Loi Lio 1781
- Ba Hkun Kein Möng 1781 - 1819
- Ba Hkun Hso 1819 - 1837
- Ba Hkun Tan Möng 1837 - 1846
- Shwe Ok Hka (Shwe Taung Kyaw) 1847 - 1856
- Hkun Hsa (Ba Hkam Hkun Shinye) 1856 - 1865
- Aung Tha 1865 - 1868
- Kwan Kon 1868 - 1877
- Hkun Hkam Möng 1877 - 1887
- Hkam Tan Möng (Hkun Kyan) 1888 - 1897
- Hkun Hsan Gawn 1897 - 1926
- Hkun Pan Sing 1926 - 1959